# Julia Crouch
Pour les articles homonymes, voir Crouch.
Julia Catherine Crouch est une fonctionnaire britannique qui occupe le poste de gouverneure d'Anguilla depuis le 11 septembre 2023.

## Biographie
Julia Catherine Crouch commence sa carrière professionnelle en tant qu'avocate d'affaires en 1992 et rejoint la fonction publique britannique en 2005, au département des Avocats d'affaires du Trésor (en). En juillet 2020, elle est transférée à Moscou pour devenir adjointe à la direction de la mission du bureau des Affaires étrangères et du Commonwealth. Le 10 mai 2023, elle est nommée gouverneure d'Anguilla pour succéder à Dileeni Daniel-Selvaratnam, qui deviendra gouverneure des Îles Turques-et-Caïques pour en juin de la même année,. Alors qu'elle devait prendre son poste à l'été 2023, Crouch est finalement retenue à Moscou et Paul Candler assure donc l'intérim à partir du 26 juin.
Crouch prête officiellement serment à son arrivée à Anguilla le 11 septembre 2023,.